# NGC 4492
NGC 4492 = IC 3438 ist eine Spiralgalaxie vom Hubble-Typ Sa im Sternbild Jungfrau auf der Ekliptik. Sie ist schätzungsweise 75 Millionen Lichtjahre von der Milchstraße entfernt und hat einen Durchmesser von etwa 35.000 Lichtjahren. Die Entfernungsmessungen basierend auf den Radialgeschwindigkeiten stimmen nicht mit den rotverschiebungsunabhängigen Entfernungsschätzungen von 63 ± 12 Millionen Lichtjahren überein. Die Galaxie ist unter der Katalognummer VCC 1330 als Mitglied des Virgo-Galaxienhaufens gelistet und gilt als Mitglied der NGC 4535-Gruppe (LGG 296).
Im selben Himmelsareal befinden sich u. a. die Galaxien NGC 4465, NGC 4467, NGC 4472, NGC 4488.
Das Objekt wurde am 28. Dezember 1785 vom deutsch-britischen Astronomen Wilhelm Herschel entdeckt.